# Bann (Pfalz)

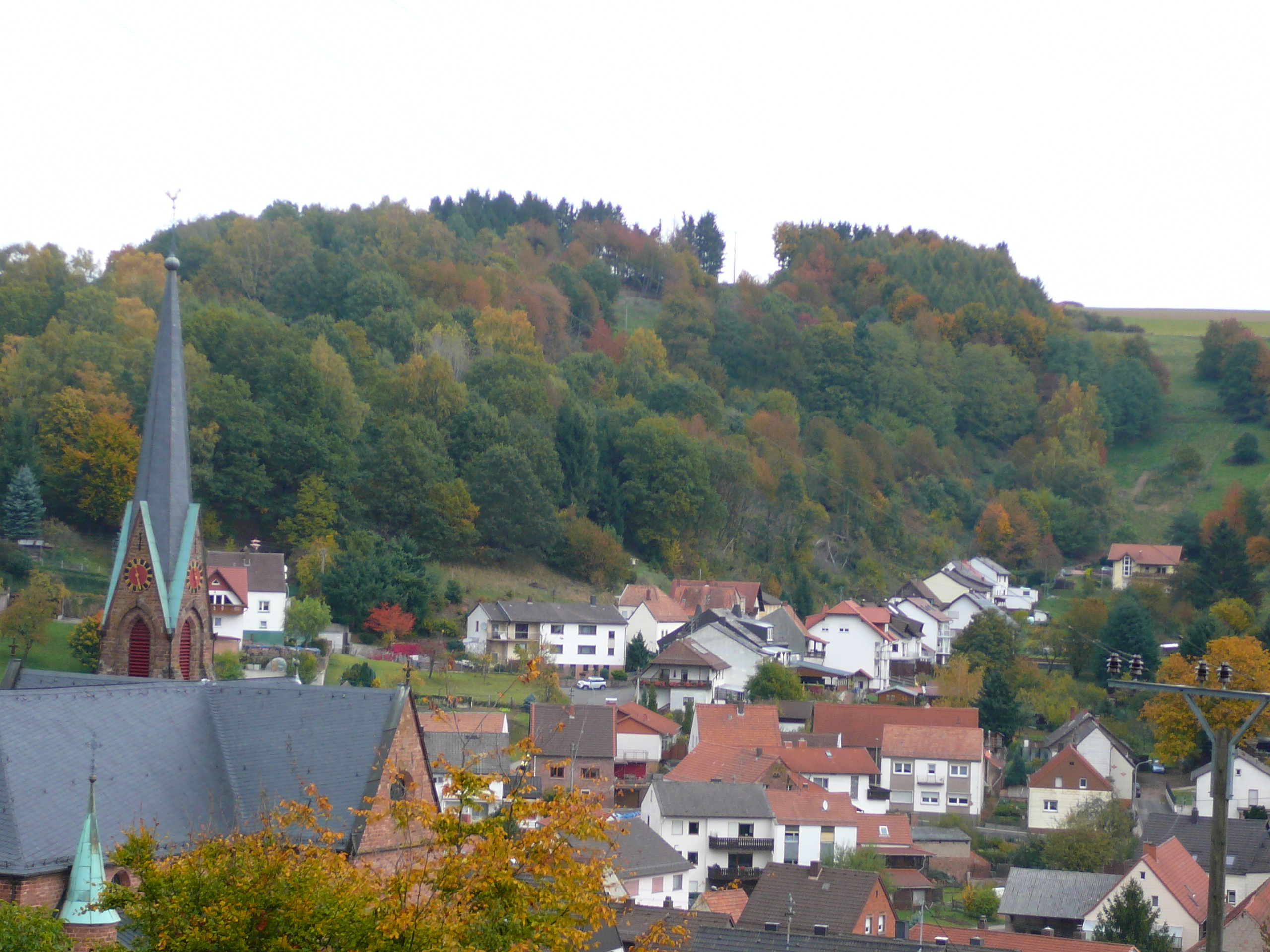
Ortsbild von Bann mit Großen Hausberg im Hintergrund

Bann ist eine Ortsgemeinde im Landkreis Kaiserslautern in Rheinland-Pfalz. Sie gehört der Verbandsgemeinde Landstuhl an, innerhalb derer sie gemessen an der Fläche die viertgrößte und hinsichtlich der Einwohnerzahl die fünftgrößte Ortsgemeinde darstellt.

## Geographie

### Lage
Bann liegt am westlichen Rand des Pfälzerwaldes, der in diesem Bereich in die Sickinger Höhe übergeht, 13 Kilometer südwestlich von Kaiserslautern im Steinalbtal. Der Norden der Gemarkung ist Teil des Naturraumes Sickinger Stufe. Zur Gemeinde gehört zusätzlich der Wohnplatz Forsthaus Steigerhof. Im Osten des Gemeindegebiets befindet sich das Walkmühltal und unmittelbar an der östlichen Gemarkungsgrenze das Kolbental. Nachbargemeinden sind – im Uhrzeigersinn – Kindsbach, Kaiserslautern, Queidersbach, Obernheim-Kirchenarnbach, Oberarnbach und Landstuhl.

### Erhebungen
Im Osten der Gemarkung erstreckt sich der 471 m ü. NHN hohe Große Hausberg. An der Gemarkungsgrenze zu Landstuhl und Oberarnbach erstreckt sich der 461 m ü. NHN hohe Kahlenberg samt seinem östlichen Anstieg Ziegelsteige und ganz im Nordosten der 375 m ü. NHN hohe Kleine Berg.

### Gewässer
Durch Bann fließt ein kleiner Bach, der Queidersbach, volkstümlich auch „Steinalb“ genannt. Er entspringt an der Ziegelsteige auf der Sickinger Höhe, wird zunächst jedoch unterirdisch geführt und tritt erst im „Bännjer“ Siedlungsgebiet an die Oberfläche. Im Osten der Gemarkung entspringt der Hoheneckermühlbach, der stellenweise die Gemarkungsgrenze zu Queidersbach bildet. Beide Gewässer gehören zum Flusssystem der Moosalbe.

## Geschichte
Im Fleischackerloch, westlich von Landstuhl, findet man Steinkranzgräber, die auf eine Besiedlung vor ca. 2500 bis 3000 Jahren hinweisen. Ein Relikt aus der Jungsteinzeit (2000–3000 v. Chr.) ist das am Bach in Bann gefundene Steinbeil, was von einer Existenz von Menschen zu dieser Zeit in der Gemarkung Bann zeugt.
Bann wurde erstmals urkundlich im Jahre 1182 erwähnt.
Das Dorf Bann gehörte bis zum Ende des 18. Jahrhunderts zum sogenannten Großgericht der Herrschaft Landstuhl, das im Besitz der Freiherren von Sickingen der Linie zu Hohenburg war.
Im Jahr 1794 wurde das linke Rheinufer im Ersten Koalitionskrieg besetzt. Von 1798 bis 1814, als die Pfalz Teil der Französischen Republik (bis 1804) und anschließend Teil des Napoleonischen Kaiserreichs war, war Bann in den Kanton Landstuhl im Departement Donnersberg eingegliedert und unterstand der Mairie Landstuhl.
Aufgrund der auf dem Wiener Kongress getroffenen Vereinbarungen kam das Gebiet im Juni 1815 zunächst zu Österreich und wurde 1816 auf der Grundlage eines Staatsvertrags an das Königreich Bayern abgetreten. Unter der bayerischen Verwaltung gehörte Bann von 1817 an zum Landkommissariat Homburg im Rheinkreis, ab 1862 zum Bezirksamt Homburg. Da ein Teil des Bezirksamts – einschließlich Homburg selbst – 1920 dem neu geschaffenen Saargebiet zugeschlagen wurde, wechselte der Ort ins  Bezirksamt Kaiserslautern und wurde bis 1938 von einer in Landstuhl ansässigen Bezirksamtsaußenstelle verwaltet.
Seit 1939 ist die Gemeinde Bestandteil des Landkreises Kaiserslautern. Nach dem Zweiten Weltkrieg wurde Bann innerhalb der französischen Besatzungszone Teil des damals neu gebildeten Landes Rheinland-Pfalz sowie des Regierungsbezirks Pfalz. Im Zuge der ersten rheinland-pfälzischen Verwaltungsreform wurde der Ort 1972 in die neu geschaffene Verbandsgemeinde Landstuhl eingegliedert.

## Bevölkerung

### Einwohnerentwicklung
Die Entwicklung der Einwohnerzahl der Gemeinde Bann, die Werte von 1871 bis 1987 beruhen auf Volkszählungen:
| Jahr | Einwohner |
| ---- | --------- |
| 1815 | 415       |
| 1835 | 611       |
| 1871 | 636       |
| 1905 | 882       |
| 1939 | 1.368     |
| 1950 | 1.620     |
| 1961 | 1.902     |

| Jahr | Einwohner |
| ---- | --------- |
| 1970 | 2.142     |
| 1987 | 2.180     |
| 1997 | 2.349     |
| 2005 | 2.355     |
| 2011 | 2.202     |
| 2017 | 2.230     |
| 2023 | 2.242     |

### Religion
Die Katholiken gehören zum Bistum Speyer und unterstehen dort dem Dekanat Kaiserslautern, die Evangelischen zur Protestantischen Landeskirche Pfalz. Der Ort ist vor allem katholisch geprägt.

## Politik

### Gemeinderat
Der Gemeinderat in Bann besteht aus 16 Ratsmitgliedern, die bei der Kommunalwahl am 9. Juni 2024 in einer personalisierten Verhältniswahl gewählt wurden, und dem ehrenamtlichen Ortsbürgermeister als Vorsitzendem.
Die Sitzverteilung im Gemeinderat:
| Wahl | SPD | CDU | FWG | Gesamt   |
| ---- | --- | --- | --- | -------- |
| 2024 | –   | 7   | 9   | 16 Sitze |
| 2019 | –   | 10  | 6   | 16 Sitze |
| 2014 | –   | 11  | 5   | 16 Sitze |
| 2009 | 4   | 10  | 2   | 16 Sitze |
| 2004 | 3   | 10  | 3   | 16 Sitze |
| 1999 | 4   | 9   | 3   | 16 Sitze |

- FWG = Freie Wählergruppe Bann e. V.

### Bürgermeister
Michael Klingel (FWG) wurde am 26. August 2024 Ortsbürgermeister von Bann. Bei der Direktwahl am 9. Juni 2024 hatte er sich mit einem Stimmenanteil von 50,4 % gegen einen CDU-Mitbewerber durchgesetzt.
Klingels Vorgänger Stephan Mees (CDU) hatte das Amt seit 2014 inne und trat bei der Direktwahl 2024 nicht mehr an. Sein Vorgänger war der Parteikollege Arnold Germann, der 14 Jahre als Ortsbürgermeister von Bann amtierte.

### Wappen
| Wappen von Bann | Blasonierung: „Von Rot und Schwarz gespalten, rechts ein linksgewendeter blaubewehrter und -bezungter silberner Löwe, links fünf silberne Bollen 2:1:2.“ |
| Wappen von Bann | Wappenbegründung: Die Bollen verweisen auf die einstige Zugehörigkeit zu den Freiherren von Sickingen.                                                   |

### Gemeindepartnerschaft
Seit 1989 existiert eine Partnerschaft mit dem französischen Migné-Auxances.

## Kultur und Sehenswürdigkeiten

### Kulturdenkmäler

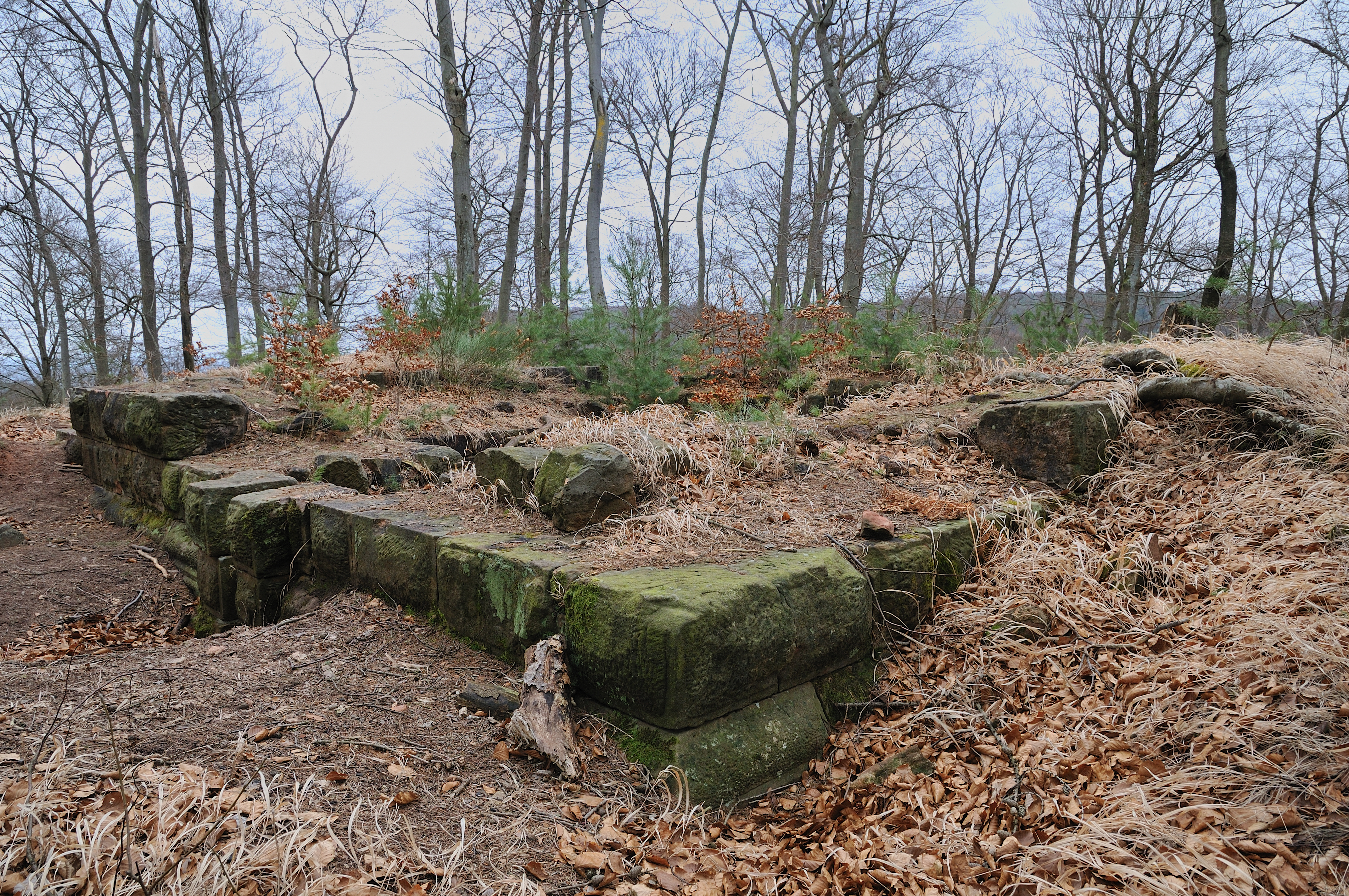
Denkmalgeschützte Ruine der Burg Perlenberg

Vor Ort existieren insgesamt neun Objekte, die unter Denkmalschutz stehen, darunter die Ruine der Burg Perlenberg im Osten der Gemarkung und ein Menhir.

### Natur
Das Naturschutzgebiet Täler und Verlandungszone am Gelterswoog befindet sich teilweise auf dem Gebiet von Bann. Der östlich des Queidersbaches befindliche Teil der Gemeindegemarkung ist Teil des Naturparks Pfälzerwald, der wiederum zum Biosphärenreservat Pfälzerwald-Vosges du Nord gehört. Die Apfelsorte Grasblümchen stammt ursprünglich unter anderem aus dem Gebiet von Bann. Mit der Perlenberg existiert im Nordosten der Gemeindegemarkung ein 1994 ausgewiesenes Naturwaldreservat, das zwölf Hektar umfasst.

### Sport
Der Schachverein SC Bann spielte in der Saison 2006/07 in der ersten Schachbundesliga.
Der Bännjer Schützenverein, St.Hubertus Bann, ist weit über die Ortsgrenzen hinaus bekannt. Fast jedes Jahr ist der Verein auf den Deutschen Schießsportmeisterschaften vertreten. Der SV Bann bietet Fußball an.
Zudem gibt es mit dem TTC Bann, unterteilt in die Abteilungen Tischtennis und Tennis, einen weiteren sehr aktiven Verein in der Gemeinde.

### Veranstaltungen
In Bann ist finden am vierten  Wochenende im September die jährliche Kirchweihe sowie das traditionelle Worschtzippelfest, welches von den örtlichen Vereinen getragen wird und das Dorffest bildet.

## Wirtschaft und Infrastruktur

### Wirtschaft
Aufgrund der geographischen Gegebenheiten dominierte vor Ort jahrhundertelang die Forst- und Holzwirtschaft. Die örtlichen Waldgebiete unterstehen dem Forstamt Kaiserslautern, ebenso das im nordöstlichen Gemeindegebiet befindliche Forsthaus Steigerhof.

### Verkehr
Bann liegt an der in Nord-Süd-Richtung von Landstuhl nach Steinalben verlaufenden Landesstraße 363. Vor Ort zweigt von dieser die Kreisstraße 61 nach Oberarnbach ab. Die Gemeinde ist durch die A 62 in Form der Anschlussstelle Bann an das Autobahnnetz angebunden; südlich letzterer ist sie jedoch lediglich zweispurig ausgebaut und somit faktisch lediglich eine Kraftfahrstraße.
Der Öffentliche Nahverkehr ist seit 2006 in den Verkehrsverbund Rhein-Neckar (VRN) integriert, davor war die Gemeinde seit 2000 Bestandteil des Westpfalz-Verkehrsverbundes (WVV). Zudem existiert die von der SWK Stadtwerke Kaiserslautern Verkehrs-AG betriebene Nachtbuslinie N4, die zusätzlich bis nach Queidersbach und Hohenecken führt.

### Tourismus
Bann liegt an der Nordroute der Pfälzer Jakobswege. Mitten durch das Siedlungsgebiet führt der Sickinger Mühlenradweg, der eine Verbindung mit Thaleischweiler-Fröschen und Ramstein-Miesenbach herstellt. Durch den Norden und Osten der Gemarkung verläuft der mit einem roten Kreuz markierte Fernwanderweg Franken-Hessen-Kurpfalz und der zu den sogenannten Saar-Rhein Wanderwegen zählende Weg mit der Kennzeichnung Schwarzer Punkt auf weißem Balken. Durch den Süden des Gemeindegebiets verläuft der Skulpturenweg Schweinstal, der einen Teil des Skulpturenwegs Rheinland-Pfalz bildet; entlang seiner Route befindet sich vor Ort die Skulptur Schleierwerk von Daniel Stern, die dieser im Jahr 2013 geschaffen hatte.

### Bildung
Vor Ort existiert die sogenannte Don-Bosco-Grundschule.

## Persönlichkeiten

### Söhne und Töchter der Gemeinde
- Elmar Wolf (1939–2006), Musiker, Komponist, Orchesterchef, Musikverleger und Produzent
- Leo Spielberger (* 1961), Fußballspieler

### Personen, die vor Ort gewirkt haben
- Jakob Knauber (1869–1950),  Priester der Diözese Speyer, Prälat, Studienprofessor und Heimatschriftsteller, war von 1907 bis 1913 in der Gemeinde Pfarrer
- Jean Zimmer (* 1993), spielte in seiner Jugend bis 2004 beim SV Bann Fußball